# Лундгрен, Ева-Лена
Е́ва-Ле́на Лу́ндгрен (Eva-Lena Lundgren; род. 1962, Питео, Швеция) — киноактриса, шведская супермодель, завоевавшая 3-е место в конкурсе Мисс Вселенная 1981 года.

## Биография
Ева-Лена участвовала во многих конкурсах красоты и в 1981 году заняла третье место в конкурсе «Мисс Вселенная». Также она снималась в кино, исполнила одну из главных ролей в кинофильме «Суперфантоцци».
После замужества Ева-Лена изменила фамилию и стала Ева-Лена Пилотти (Eva-Lena Pilotti). Она воспитывает троих детей, живёт в Амстердаме и работает преподавательницей по системе Монтессори.

## Титулы и премии
Ева-Лена завоевала следующие титулы:
- 1981 — «Мисс Швеция»[2]
- 1981 — 4-е место в конкурсе «Мисс Европа» (1981)[3]
- 1981 — 3-е место в конкурсе «Мисс Вселенная»[4][5][6]
- 1982 — «Мисс Скандинавия»[7][8].

## Фильмография
- 1986 — Суперфантоцци — Ева, прекрасная принцесса, танцовщица